# Albin Ouschan
Albin Ouschan (sinh 14 tháng 8 năm 1990 tại Klagenfurt) là một cơ thủ Áo. Anh là vô địch thế giới ở thể loại pool 9 bóng năm 2016 và 2021. Ngoài ra anh từng là á quân thế giới pool 9 bóng năm 2014 và 2022.